# Список главнокомандующих военным флотом России
Главнокомандующий военно-морским флотом России — высшее должностное лицо ВМФ Российской Федерации. Должность была учреждена в 1696 году незадолго до образования Адмиралтейств-коллегии. Назначается указом президента России. Главнокомандующий ВМФ России — адмирал Александр Моисеев.

## История
Должность командующего, как таковая, появилась лишь в 1696 году с образованием регулярного морского флота Петра I России указом Боярской думы. Однако, ещё задолго до его возникновения Россия участвовала в морских сражениях и набегах. Во времена Древнерусского государства и значительного времени Русского царства командующий именовался воеводой, как и командующий армией. Одним из известных «флотоводцев» был Вещий Олег. Под его руководством флот достиг берегов Византии, вследствие чего был подписан первый торговый договор и Византией была выплачена дань.
Первым же официальным командующим флотом в 1696 году стал адмирал Франц Лефорт. Он возглавил российское мореплавание ещё до образования центрального командного учреждения — Адмиралтейств-коллегии. Под его началом был проведён Азовский поход Петра I, где он и был назначен на должность. После создания Адмиралтейств-коллегии сменилось название должности. Теперь флотом руководил президент, а не командующий. Первым президентом Адмиралтейств-коллегии стал генерал-адмирал Фёдор Апраксин. Он же стал первым командующим флотом в Российской империи.
После министерской реформы Александра I в 1802—1811 годах Адмиралтейств-коллегия была преобразована в Морское министерство. Тогда должность президента была переименована сначала в морского министра, а с 1815 года стала именоваться министром морских сил. Один из известных министров стал адмирал Александр Меншиков, возглавлявший флот в период Крымской войны. Во время Первой мировой войны министром был адмирал Иван Григорович. Должность просуществовала до 1917 года и была упразднена после Октябрьской революции.
Временное правительство России назначало военных и морских министров, как единую должность. После начала Гражданской войны эта должность продолжила существование в Российском государстве. Её занимал адмирал Александр Колчак. После военной реформы Верховного правителя России была образована должность Морского министра Российского правительства, которую занял контр-адмирал Михаил Смирнов.
С другой стороны в Советской России была образована должность народного комиссара по морским делам, которую занимал Павел Дыбенко. После чего должность неоднократно переименовывалась. С 1939 года должность именовалась как Нарком ВМФ СССР. Её занимал адмирал флота Николай Кузнецов. Он прослужил в этой должности всю Вторую мировую и Великую Отечественную войны до 1946 года. После чего название должности вновь несколько раз изменилось: главнокомандующий ВМФ, военно-морской-министр СССР и снова главнокомандующий ВМФ СССР. Николай Кузнецов занимал каждую из этих должностей с небольшими перерывами до 1953 года. Последним в должности Главкома ВМФ СССР стал адмирал флота Владимир Чернавин.
После распада СССР военно-морской флот также распался по бывшим советским республикам. В постсоветской России была учреждена должность Главнокомандующего ВМФ России. Первым в новой должности стал Феликс Громов.

## Список командующих
Ниже представлен список глав морских ведомств (флотских) Русского царства, Российской империи, Российской республики, Государства Российского, РСФСР, Союза ССР и Российской Федерации — руководителей военно-морских ведомств Вооружённых сил России.
Воинская должность в различные годы называлась по-разному, как и высший орган военного управления, отвечающего за оборону государства на воде. Воинские звания руководителей военных ведомств представлены на момент ухода с соответствующей должности.

### Командующие флота до созданияАдмиралтейств-коллегии(1696—1717)
- Лефорт Франц Яковлевич, Генерал-адмирал (1695—1699)
- Головин Фёдор Алексеевич, Генерал-адмирал (1699—1707)
- Апраксин Фёдор Матвеевич, Генерал-адмирал (1707—1717)

### ПрезидентыАдмиралтейств-коллегии(1717—1802)
- Апраксин Фёдор Матвеевич (15 декабря 1717 — 10 ноября 1728)
- Сиверс Пётр Иванович (и.д. 1728—1732)
- Головин Николай Федорович (25 марта 1733 — 15 июля 1745)
- Место президента занимали старшие из присутствующих в коллегии. Докладчиком же по морским делам при императрице был князь Михаил Андреевич Белосельский (1745—1749)
- Голицын Михаил Михайлович (7 апреля 1750 — 10 апреля 1762)
- Великий князь Павел Петрович (2 декабря 1762 — 6 ноября 1796)
- Чернышёв, Иван Григорьевич (и.д. 1796—1797)
- Голенищев-Кутузов Иван Логгинович (23 октября 1798 — 12 апреля 1802)

### Министры морских сил, с 17 декабря 1815 —Морские министры(1802—1917)
- Мордвинов Николай Семенович (8 сентября — 28 декабря 1802)
- Чичагов Павел Васильевич (31 декабря 1802 — 28 ноября 1811)
- Траверсе Иван Иванович (28 ноября 1811 — 24 марта 1828)
- Моллер Антон Васильевич (24 марта 1828 — 5 февраля 1836)
- Меншиков Александр Сергеевич (5 февраля 1836 — 23 февраля 1855)
- Врангель Фердинанд Петрович (18 мая 1855 — 27 июля 1857)
- Метлин Николай Федорович (27 июля 1857 — 18 сентября 1860)
- Краббе Николай Карлович (19 сентября 1860 — 3 января 1876)
- Лесовский Степан Степанович (12 января 1876 — 23 июня 1880)
- Пещуров Алексей Алексеевич (23 июня 1880 — 11 января 1882)
- Шестаков Иван Алексеевич (11 января 1882 — 21 ноября 1888)
- Чихачёв Николай Матвеевич (28 ноября 1888 — 13 июля 1896)
- Тыртов Павел Петрович (13 июля 1896 — 4 марта 1903)
- Авелан Фёдор Карлович (10 марта 1903 — 29 июня 1905)
- Бирилёв Алексей Алексеевич (29 июня 1905 — 11 января 1907)
- Диков Иван Михайлович (11 января 1907 — 8 января 1909)
- Воеводский Степан Аркадьевич (8 января 1909 — 18 марта 1911)
- Григорович Иван Константинович (19 марта 1911 — 28 февраля 1917)

### Военные и морские министры Временного правительства
- Гучков Александр Иванович (2 марта — 30 апреля 1917)
- Керенский Александр Фёдорович (5 мая — 30 августа 1917)
- Вердеревский Дмитрий Николаевич (30 августа — 25 октября 1917)

### Военные и морские министры Всероссийского временного правительства
- Колчак Александр Васильевич (5 — 20 ноября 1918)

### Морские министры Российского правительства (1919)
- Смирнов Михаил Иванович (20 ноября 1918 — 4 января 1920)

### Командующие, начальники морских сил РСФСР и СССР
- Дыбенко, Павел Ефимович (26 октября 1917 — 15 марта 1918) — народный комиссар по морским делам
- Иванов, Модест Васильевич (7 ноября 1917 — 25 января 1918);
- Альтфатер, Василий Михайлович (12 апреля 1918 — 22 января 1919) — командующий Морскими Силами Республики;
- Беренс, Евгений Андреевич (24 апреля 1919 — 5 февраля 1920);
- Немитц, Александр Васильевич (5 февраля 1920 — 22 ноября 1921) — командующий Морскими силами Республики;
- Панцержанский, Эдуард Самуилович (22 ноября 1921 — 9 декабря 1924) — командующий Морскими силами Республики, Морскими силами СССР;
- Зоф, Вячеслав Иванович (9 декабря 1924 — 23 августа 1926) — начальник Морских сил СССР («Наморси»);
- Муклевич, Ромуальд Адамович (23 августа 1926 — 11 июня 1931) — начальник Морских сил СССР;
- Орлов, Владимир Митрофанович (11 июня 1931 — 15 августа 1937) — начальник Морских сил РККА, флагман флота 1 ранга;
- Викторов, Михаил Владимирович (15 августа — 30 декабря 1937) — начальник Морских сил РККА, флагман флота 1 ранга;

### Наркомы ВМФ СССР
- Армейский комиссар 1-го ранга Смирнов, Пётр Александрович (30 декабря 1937 — 30 июня 1938)
- Флагман флота 2-го ранга Смирнов-Светловский, Пётр Иванович (и. о. 30 июня — 8 сентября 1938)
- Командарм 1-го ранга Фриновский, Михаил Петрович (8 сентября 1938 — 20 марта 1939)
- Адмирал флота Кузнецов, Николай Герасимович (28 апреля 1939 — 25 февраля 1946)

### Главнокомандующие ВМФ — зам. министра Вооружённых Сил СССР
- Адмирал флота Кузнецов, Николай Герасимович (1946—1947)
- Адмирал Юмашев, Иван Степанович (1947—1950)

### Военно-морские министры СССР
- Адмирал Юмашев, Иван Степанович (25 февраля 1950 — 20 июля 1951)
- Вице-адмирал Кузнецов, Николай Герасимович (20 июля 1951 — 15 марта 1953)

### Главнокомандующие ВМФ — зам. министра обороны СССР
- Адмирал Флота Советского Союза Кузнецов, Николай Герасимович (1953—1955)
- Адмирал Флота Советского Союза Горшков, Сергей Георгиевич (5 января 1956 — 29 ноября 1985)
- Адмирал флота Чернавин, Владимир Николаевич (29 ноября 1985 — 19 августа 1992)[4]

### Главнокомандующие ВМФ Российской Федерации
- Адмирал флота Громов, Феликс Николаевич (19 августа 1992 — 7 ноября 1997)
- Адмирал флота Куроедов, Владимир Иванович (7 ноября 1997 — 4 сентября 2005)
- Адмирал флота Масорин, Владимир Васильевич (4 сентября 2005 — 12 сентября 2007)
- Адмирал Высоцкий, Владимир Сергеевич (12 сентября 2007 — 6 мая 2012)
- Адмирал Чирков, Виктор Викторович (6 мая 2012 — 6 апреля 2016)
- Адмирал Королёв, Владимир Иванович (6 апреля 2016 — 3 мая 2019)
- Адмирал Евменов, Николай Анатольевич (3 мая 2019 — 10 марта 2024)
- Адмирал Моисеев, Александр Алексеевич (с 2 апреля  2024)